# Clariana de Cardener
Clariana de Cardener (bis 1982 nur Clariana) ist eine spanische Gemeinde (municipio) der Provinz Lleida im Innern der autonomen Region Katalonien. Clariana de Cardener hat 161 Einwohner (Stand: 2024). Die Gemeinde besteht neben Clariana de Cardener aus den Ortschaften Hortoneda, Sant Just Joval und Sant Ponç.

## Lage
Clariana de Cardener liegt etwa 95 Kilometer ostnordöstlich von Lleida und etwa 76 Kilometer nordnordwestlich von Barcelona in den Pyrenäen in einer Höhe von ca. 500 m. Durch die Gemeinde fließt der Cardener, der sich in den Stausee Panta de Sant Ponç ergießt.

## Bevölkerungsentwicklung
| Jahr        | 1900 | 1950 | 1970 | 1981 | 1991 | 2001 | 2011 | 2021 |
| ----------- | ---- | ---- | ---- | ---- | ---- | ---- | ---- | ---- |
| Einwohner   | 329  | 345  | 263  | 186  | 146  | 144  | 157  | 158  |
| Quelle: INE |      |      |      |      |      |      |      |      |

## Sehenswertes
- Burgruine von Clariana
- Kirchruine von Sant Martí de Joval
- Serniuskirche in Clariana
- Agathenkapelle

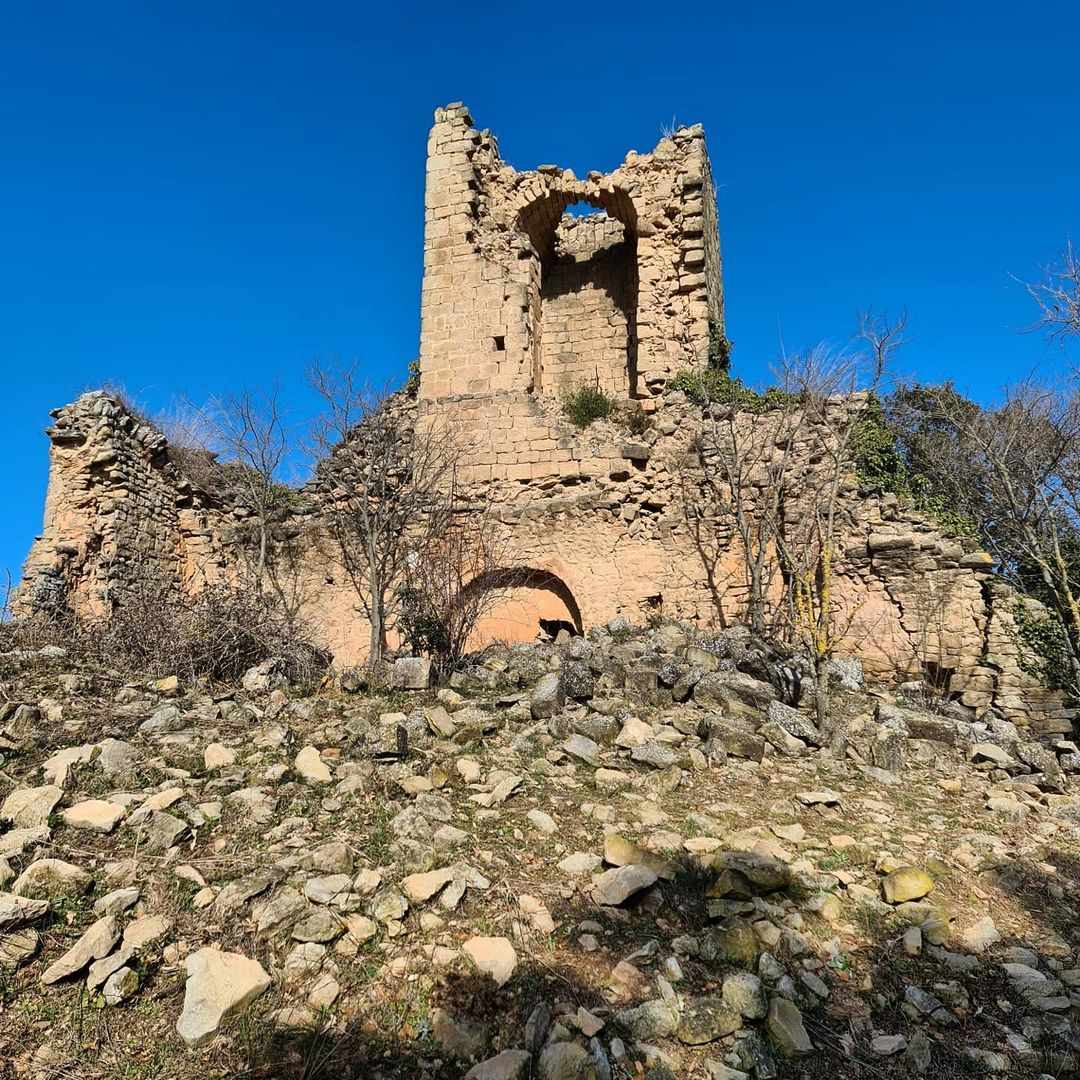
Burgruine
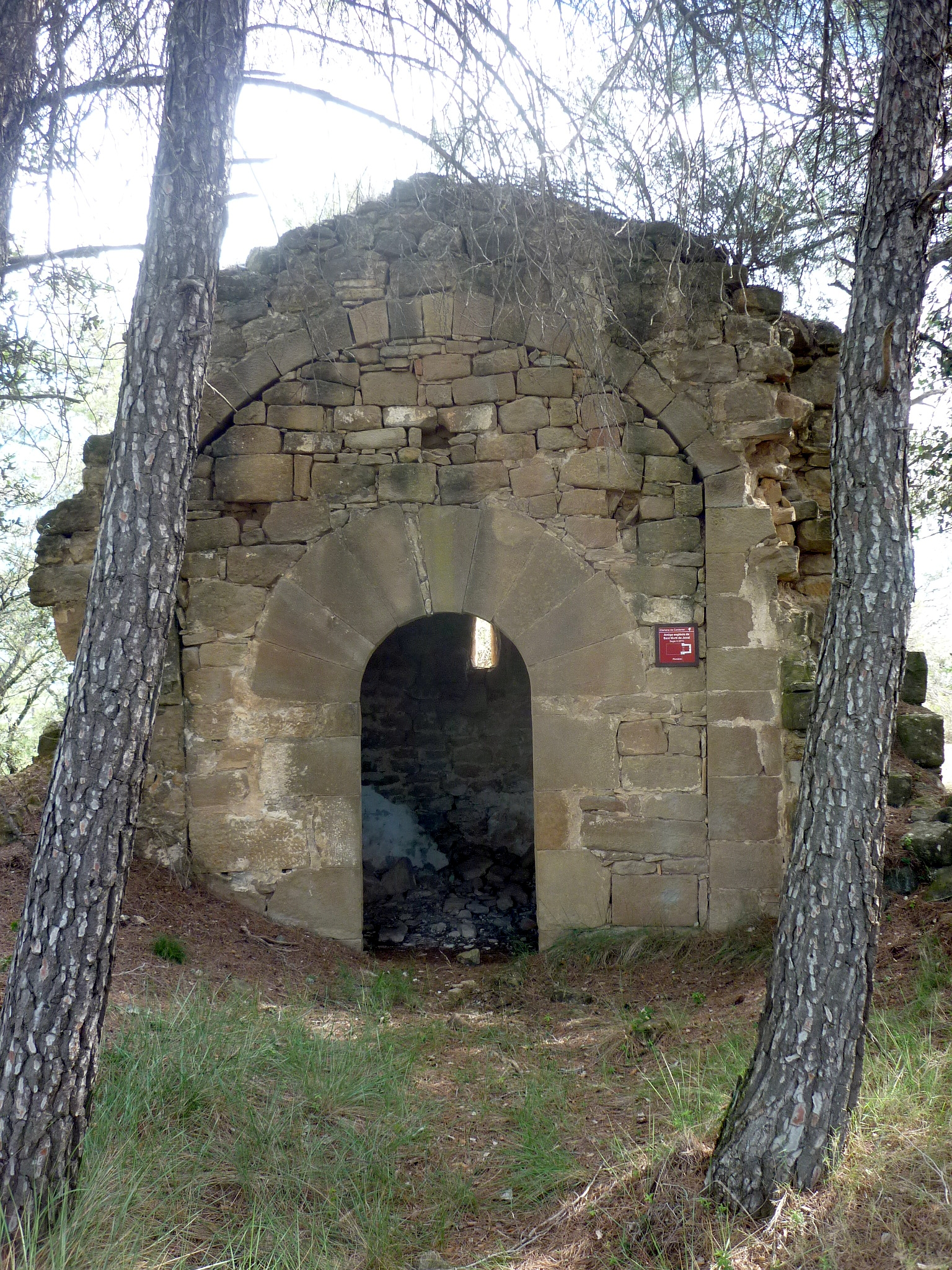
Kirchruine
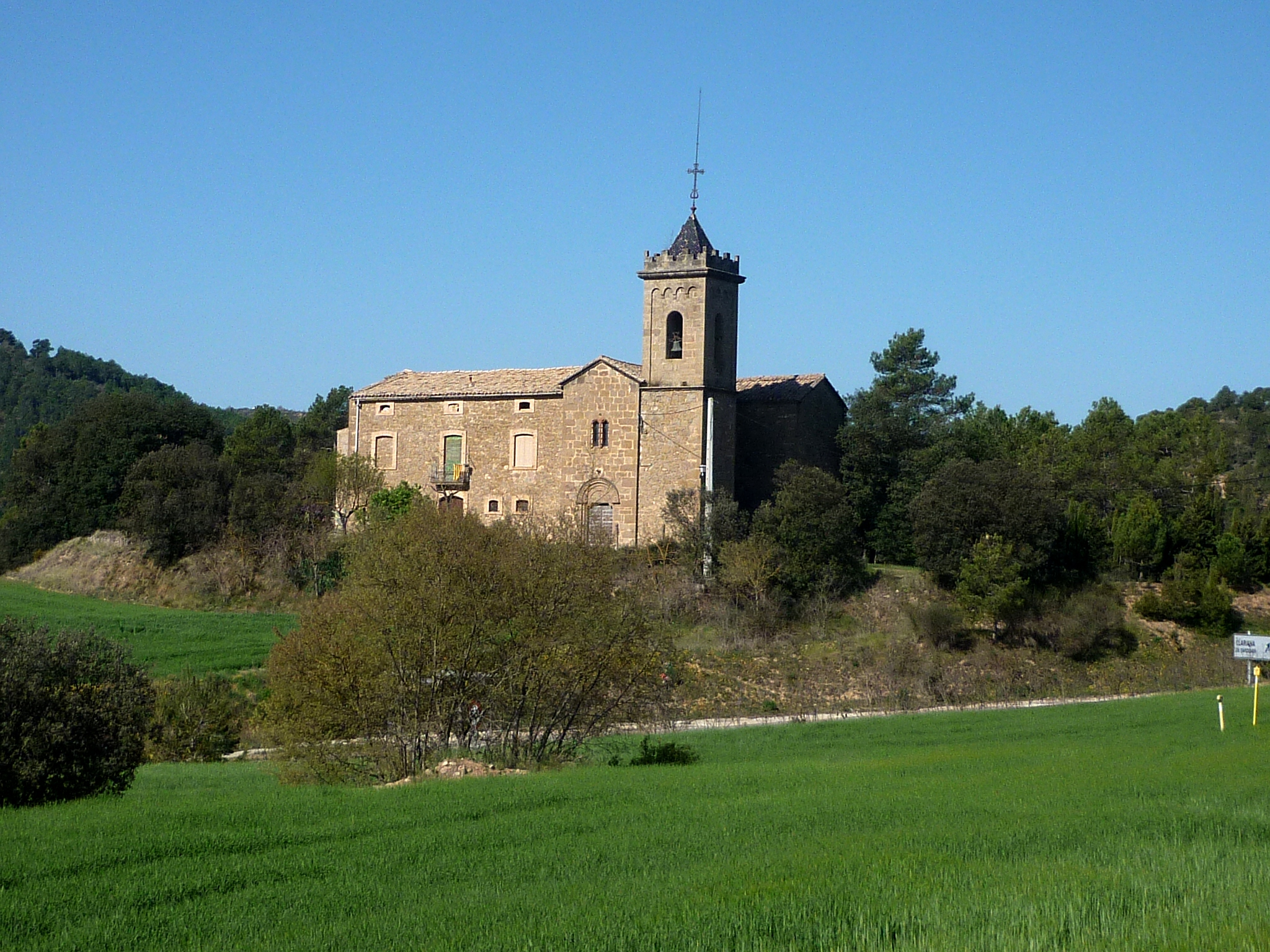
Serniuskirche
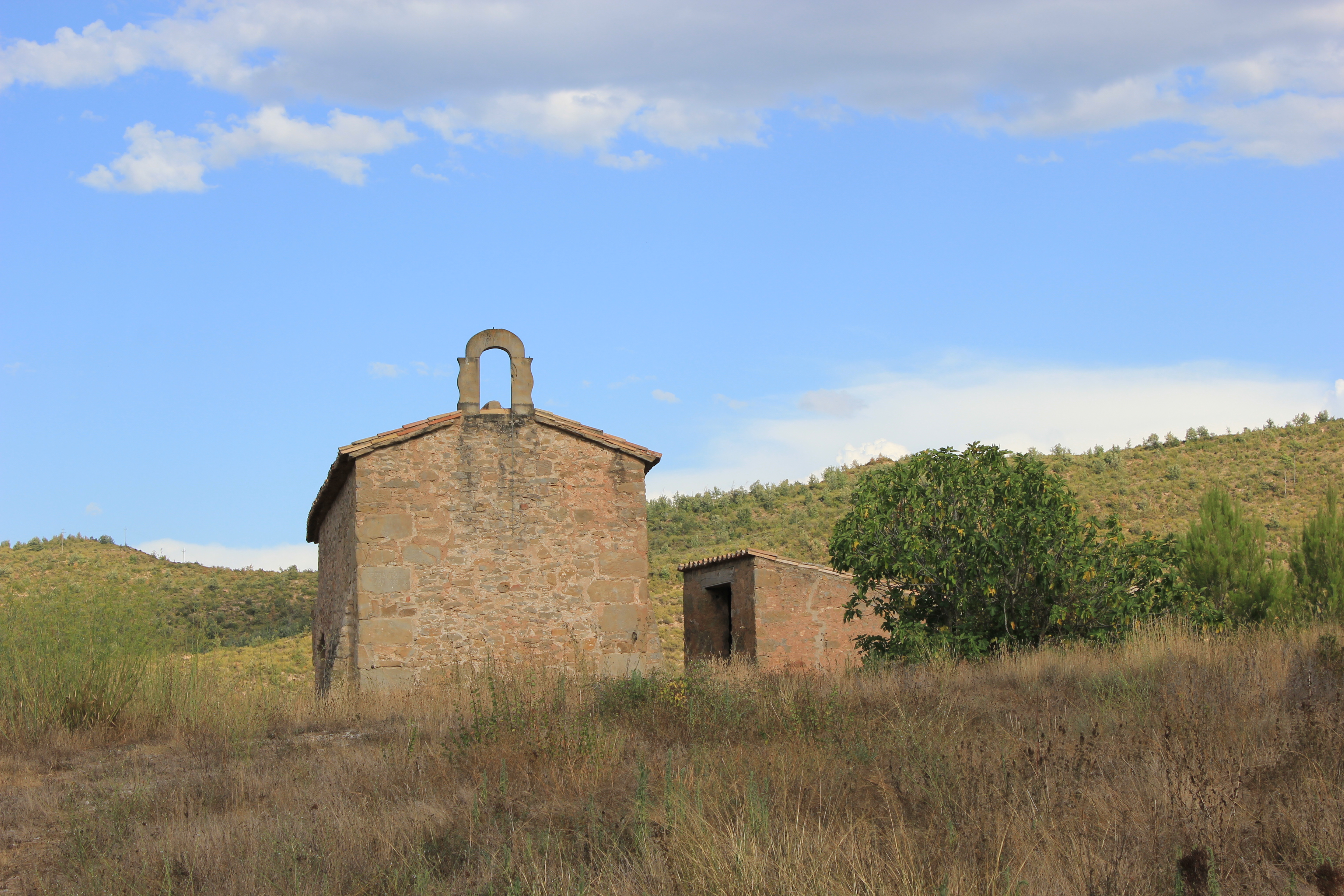
Agathenkapelle
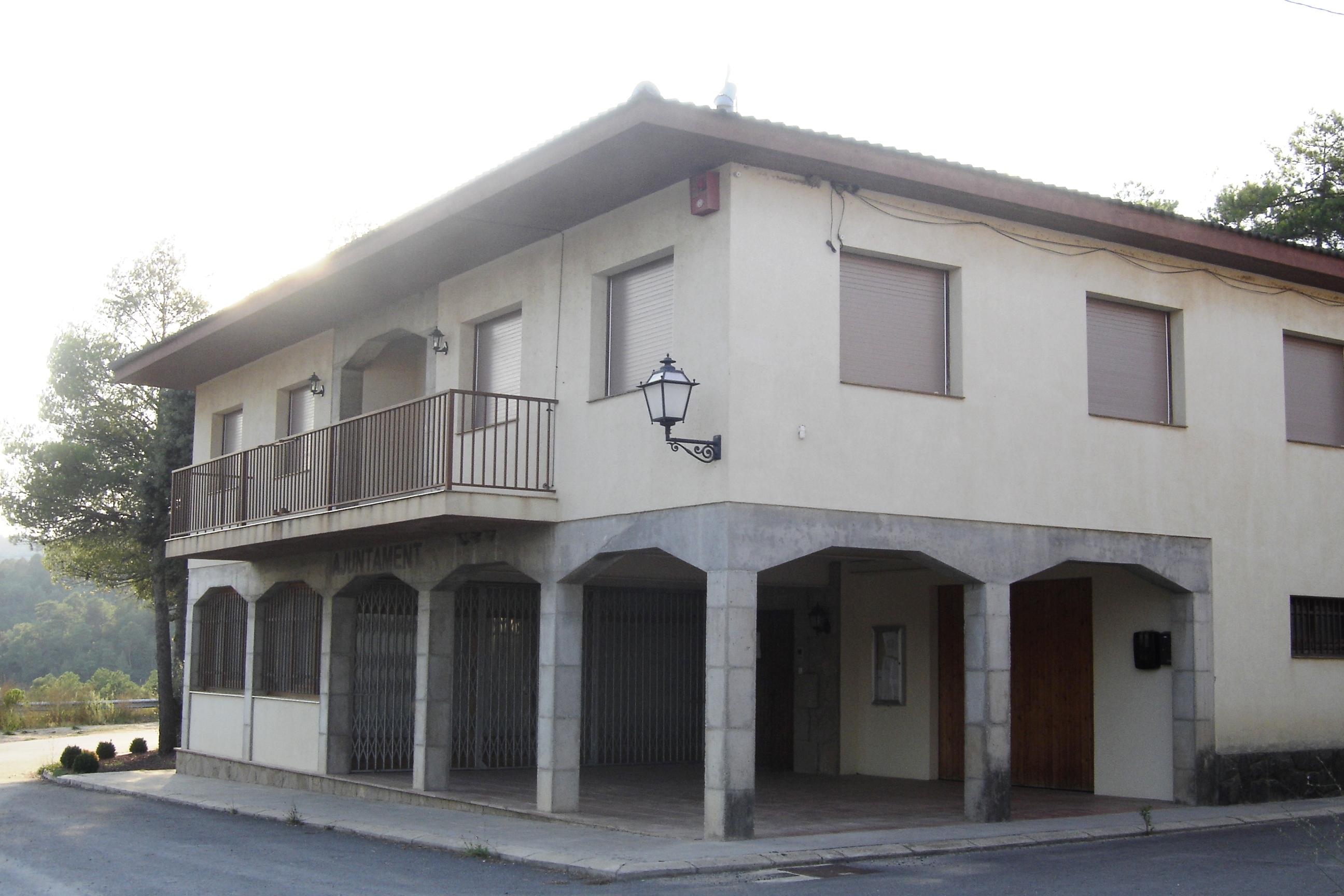
Rathaus